# 옹기민속박물관
옹기민속박물관은 정병락이 사재로 설립한 박물관으로, 서울특별시 도봉구 쌍문동 497-15에 위치하고 있었다. 2013년~2015년 사이 폐관 및 철거되었고 현재 연립주택이 들어서있다.

## 같이 보기
- 대한민국의 박물관과 미술관 목록

 본 문서에는 서울특별시에서 지식공유 프로젝트를 통해 퍼블릭 도메인으로 공개한 저작물을 기초로 작성된 내용이 포함되어 있습니다.